# Christoph Zirngibl
Christoph Zirngibl (* 28. November 1980 in Regensburg) ist ein deutscher Komponist.

## Leben
Im Alter von fünf Jahren erlernte Christoph Zirngibl das Schlagzeug und mit 12 Jahren das Piano. Ab dem Alter von 13 und dem ersten Hören von John Williams’ Soundtrack zu Jurassic Park wusste er, dass er Musiker werden wollte. Er spielte in mehreren Bands und Musikprojekten mit und komponierte seine erste Theatermusik. Während seines Wehrdienstes spielte er in der Bundeswehrband ebenfalls Schlagzeug. Anschließend studierte er ab 2003 an der Hochschule für Musik und Theater München Filmkomposition, unter anderem bei Enjott Schneider. 2007 machte er seinen Abschluss.
Nachdem er für kurze Zeit als Studiomusiker gearbeitet und die Musik für mehrere Kurzfilme komponiert hatte, debütierte Zirngibl 2007 mit Filmen wie Kein Bund für’s Leben und Neues vom Wixxer als Filmkomponist beim deutschen Kinofilm. Er arbeitete später vereinzelt mit dem Komponisten Andreas Weidinger zusammen, den er bereits als Dozent aus seiner Studienzeit kannte und mit dem er sich ein gemeinsames Musikstudio teilt. Gemeinsam mit Helmut Zerlett wurde er 2011 für den Score von Jerry Cotton für den Preis der deutschen Filmkritik nominiert.

## Filmografie (Auswahl)
- 2007: Kein Bund für’s Leben
- 2007: Neues vom Wixxer
- 2007: Rumpelstilzchen
- 2008: Die besten Frauen der Welt
- 2008: Die Schnüfflerin – Peggy kann’s nicht lassen
- 2008: Dörte’s Dancing
- 2008–2010: Rennschwein Rudi Rüssel (Fernsehserie, 32 Folgen)
- 2008: Tage wie Jahre
- 2008: Tischlein deck dich
- 2009: Eine Liebe in St. Petersburg
- 2009: Rumpelstilzchen
- 2010: Die grünen Hügel von Wales
- 2010: Jerry Cotton
- 2010: Transit
- 2011: Trans Bavaria
- 2011: Vorstadtkrokodile 3
- 2011: Weihnachten … ohne mich, mein Schatz!
- seit 2011: Inga-Lindström-Filmreihe
  - 2011: Frederiks Schuld
  - 2012: Sommer der Erinnerung
  - 2018: Die Braut vom Götakanal
  - 2019: Heimkehr
  - 2019: Familienfest in Sommerby
  - 2020: Das gestohlene Herz
- 2012: Das Haus der Krokodile
- seit 2012: Frühling
  - 2012: Frühling für Anfänger
  - 2013: Frühlingsgefühle
  - 2013: Frühlingskinder
  - 2020: Keine Angst vorm Leben
  - 2021: Ich sehe was, was du nicht siehst
  - 2022: An einem Tag im April
  - 2022: Alte Gespenster
  - 2023: Das Mädchen hinter der Tür
  - 2023: Flüsternde Geister
  - 2024: Ein Zebra im Gepäck
  - 2024: Holla, die Waldfee
- 2013: Wenn es am schönsten ist
- seit 2014: Neben der Spur
  - 2014: Adrenalin
  - 2016: Amnesie
  - 2016: Todeswunsch
  - 2017: Dein Wille geschehe
  - 2018: Sag, es tut dir leid
  - 2020: Erlöse mich
  - 2021: Schließe deine Augen
  - 2022: Die andere Frau
- 2015: Kleine Ziege, sturer Bock
- 2015: Weihnachts-Männer
- 2017: Luna
- 2017: Angst – Der Feind in meinem Haus
- 2017: Kein Herz für Inder
- 2018: In Wahrheit: Jette ist tot
- 2019: Der Auftrag
- 2021: Kommissarin Lucas – Nürnberg (Fernsehreihe)
- 2022: Lauchhammer – Tod in der Lausitz
- 2023: Helen Dorn – Das Recht zu schweigen
- 2023: In Wahrheit: Blind vor Liebe
- 2023: Unter anderen Umständen: Mütter und Söhne
- 2024: Wendland: Stiller und das große Schweigen
- 2024: Wendland: Stiller und der rote Faden
- 2024: Märchenperlen: Dornröschen und der Fluch der siebten Fee (Fernsehreihe)

## Auszeichnungen
- 2016: Auszeichnung der Deutschen Akademie für Fernsehen in der Kategorie Musik für Neben der Spur – Amnesie